# Parowa (dopływ Nysy Szalonej)
Parowa – potok, prawostronny dopływ Nysy Szalonej o długości 7,85 km i powierzchni zlewni 26,3 km². 
Potok płynie przez teren gminy Strzegom. Wypływa w pofałdowanym krajobrazie Obniżenia Wolbromka w okolicach Tomkowic i Jugowej. Przepływa przez wsie Godzieszówek i Borów, a do Nysy wpada nieopodal Dzierzkowa u podnóża Granitowej Góry.
Nurt Parowej jest średnio szybki, woda przetacza się po w większości piaszczystym dnie. Koryto potoku ma szerokość 1 m w środku jego biegu, 1,5 m przy ujściu do Nysy.